# 美建集團
美建集團有限公司，簡稱美建集團（英語：Upbest Group Limited，港交所：0335），在1988年建立，業務除了財務外，還經營基金、投資、房地產等業務。現時主席為葉漫天。
其股份自2000年10月18日，在香港交易所主板上市，據傳會開拓澳門賭博業務，但經官方證實屬於子烏虛有，因而股價大跌。
2023年11月，美建集團以1.8億港元向鄧成波家族購入荃灣灣景花園的購物商場及部份停車位。

## 連結
- Upbest.com （页面存档备份，存于）